# Oenochroma digglesaria
Oenochroma digglesaria là một loài bướm đêm trong họ Geometridae.